# Жуховцы
Жуховцы́ (бел. Жухаўцы) — деревня в Кобринском районе Брестской области Белоруссии. Входит в состав Остромичского сельсовета.
По данным на 1 января 2016 года население составило 229 человек в 90 домохозяйствах.
В деревне расположен магазин.

## География
Деревня расположена в 13 км к северо-востоку от города и станции Кобрин, в 56 км к востоку от Бреста, на автодороге Р2 Кобрин-Ивацевичи.
На 2012 год площадь населённого пункта составила 1,03 км² (103 га).

## История
Населённый пункт известен с 1844 года как деревня одноимённого имения. В разное время население составляло:
- 1999 год: 91 хозяйство, 279 человек;
- 2005 год: 97 хозяйств, 246 человек;
- 2009 год: 232 человека;
- 2016 год[2]: 90 хозяйств, 229 человек;
- 2019 год[1]: 202 человека.